# Jeu parti
In provenzale, il partimen, partiment, partia, o joc partit (in lingua d'oïl jeu parti, pl. jeux-partis; in italiano giuoco partito o gioco partito) è un dibattito o dialogo in forma poetica, ovvero un genere di poesia lirica occitana (un sottogenere della tenzone o cobla), dove uno dei due trovatori presenta un dilemma in forma di domanda che genera una discussione in cui ognuno dei due poeti mostra il suo punto di vista.
Secondo Guilhem Molinier, l'autore di Las leys d'amors, un trattato del XIII secolo su come scrivere poesia in stile trovadorico, vi è una sensibile e chiara differenza fra un partimen ed un tenzone: nel partimen il primo oratore presenta un problema con due possibili soluzioni, lasciando all'interlocutore la possibilità di scegliere la soluzione da difendere, mentre il primo prende le parti della soluzione opposta. Così, ognuno dei partecipanti non difende una teoria fuori dalle proprie convinzioni ma nell'interesse della discussione. Il teorico ammise che i due termini venivano usati spesso in modo sbagliato.
Non solo i trovatori e trovieri non usavano i due termini come descritti, ma non facevano nemmeno distinzione tra i due generi. Pertanto è meglio esaminare i jeux-partis così come sono raggruppati in quelle fonti (di trovatori e trovieri) che presentano poesie del genere. Un jeu-parti è un dibattito o discussione, di solito tra due autori, i quali vi contribuiscono con strofe alternate. In alcune poesie il dibattito è come descritto in Las leys d'amors. In altre la discussione avviene sotto forma di una domanda e risposta, oppure il primo oratore presenta la sua opinione, sfidando immantenente il suo interlocutore a sostenere un punto di vista diverso.
I jeux-partis trattavano una varietà di temi, ma soprattutto l'amore, in particolare l'amor cortese. In molti dibattiti i contendenti si chiamano per nome, molti dei quali sono trovatori o trovieri molto noti; negli altri casi il poeta presenta due contendenti palesemente immaginari, o inizia un dibattito tra sé ed un oppositore immaginario. Ogni contendente contribuisce alla discussione con tre stanze ed un envoi (invio) in cui fa appello a qualcuno di essere suo giudice; in alcune poesie i due partecipanti scelgono la stessa persona, ma più spesso ognuno di loro sceglie un suo proprio giudice.
Sono a noi pervenuti circa duecento jeux-partis, dei quali circa la metà con "partiture" musicali. In genere, il loro stile musicale è indistinguibile da quello della canzoni dei trovieri; e dal momento che sono tutti strofici, la musica non riflette la forma del dibattito. 